# Acadêmicos do Armário Grande
Acadêmicos do Armário Grande é uma escola de samba do carnaval do Rondônia. Sua sede fica na cidade de Porto Velho.
Chegou-se a cogitar que para 2011, o samba seria encomendado a Carlinhos Maracanã, mas, por fim, o presidente da escola decidiu realizar um concurso, do qual também participaram as parcerias de Torrado: Cabo Sena; Jorge Macumba; Carlinhos Maracanã e Wilson Harmonia.

## Carnavais
| Ano  | Colocação | Grupo    | Enredo                                              | Carnavalesco    | Ref.  |
| ---- | --------- | -------- | --------------------------------------------------- | --------------- | ----- |
| 2010 |           |          | Juntos em Sonho e Magia o Armário e a Bahia         | Antônio Cândido |       |
| 2011 |           |          | Um Sonho do Professor Marcos Teixeira               |                 |       |
| 2012 | Campeã    | Especial | Açaí o néctar dos deuses – Da Amazônia para o mundo |                 | [ 4 ] |